# Винча — Бело брдо
44° 45′ 43″ С; 20° 37′ 23″ И / 44.761944° С; 20.623056° И
Винча — Бело брдо је археолошки локалитет који се налази на десној обали Дунава, у селу Винча, 14 km југоисточно од Београда. На овом локалитету су истраживани остаци највећег праисторијског насеља у Србији и једног од најзначајнијих неолитских локалитета у Европи. Налазиште је добило име Бело брдо по светлој боји лесне терасе на којој се налази, али је у стручној литератури познатије под именом Винча.

## Историјат истраживања
Винча се први пут помиње 1893. када је на састанку Српског геолошког друштва Јован Жујовић скренуо пажњу на ово налазиште. А када су 1897. приказани предмети који су овде откривени, закључено је да постоји могућност да се овде налази праисторијски локалитет. Иако су систематска ископавања вршена у три засебне серије, са повременим прекидима, истраживање локалитета у виду обраде материјала, сређивања документације, упоређивања са другим локалитетима на територији централног Балкана и публиковања налаза, траје готово без престанка.

### 1908—1934.
Професор Милоје Васић је на овом локалитету започео прва методолошки утемељена археолошка ископавања у Србији 1908. године, инсистирајући на систематском истраживању, јер је само тако било могуће доћи до стратиграфски и хронолошки сређеног материјала. Током ових ископавања дошло се до веома задовољавајућих резултата, али није било довољно средстава за даљи рад. Захваљујући помоћи директора Руског археолошког института у Цариграду, Фјодора Успенског, после Првог светског рата помоћи британског археолога Сер Џона Линтона Мајреса и власника бирмингемске новинске куће Сер Чарлса Хајда, 1911. истраживање се наставља са прекидима до 1934. године, а добијени резултати су изузетно значајни за разматрања о настанку и карактеру овог праисторијског насеља.
После овог периода, током наредних десет година иако није било ископавања, Васић се и даље бавио Винчом и резултате рада објавио је између 1932. и 1936. године у монографији Праисторијска Винча I—IV..

### 1978—1986.
Залагањима Васе Чубриловића, Јована Тодоровића и Николе Тасића основан је 1976. године Одбор за археолошка истраживања у Винчи при председништву САНУ, а 1978. године започета су и систематска археолошка ископавања у организацији Музеја града Београда. Процес истраживања је водило Одељење за археологију Филозофског факултета у Београду. У нови пројекат били су укључени и Археолошки и Балканолошки институт САНУ. Радовима су руководили Гордана Марјановић Вујовић, која је испитала средњовековну некрополу, и Никола Тасић, истраживач енеолитских и бронзанодопских слојева Винче.
Од 1982. године када су започети радови на неолитским слојевима, руководилац истраживања је постао академик Милутин Гарашанин, а нешто касније и академик Драгослав Срејовић.
Циљ обновљених ископавања у Винчи био је испитивање културног слоја у широком ископу, чиме би се добили потпунији подаци о стратиграфији налазишта и облику зграда, као и знања о другим одликама појединих хоризоната. У истраживачком пројекту у Винчи на реконструкцији почели су да раде и палеозоолози, физичари, хемичари, петролози, антрополози и други стручњаци.
Пошто је остатке култура металних доба установио и М. Васић, али им није посветио превише пажње приликом публиковања Винче, један од циљева ископавања од 1978. до 1986. био је и истраживање слојева који су настали после краја неолитске епохе. Подухват подједнако значајан као откривање постнеолитских слојева било је и ревизионо ископавање дела профила који је чинио јужну границу Васићевих истраживања. Ископавања од 1978. од 1981. године дала су прецизне податке о слојевима у профилу..

### од 1998.
Трећа серија ископавања започиње под руководством професора Ненада Тасића. Од 1998. године је стављен акценат на увођење рачунарских технологија у археолошку методологију са циљем вршења комплекснијих анализа. Оформљене су посебне лабораторије за керамику, глачани и окресани камен, археозоологију и макроботанику. Ово је омогућило обављање специјалистичких анализа током самих ископавања.
Током теренских истраживања од 1998. до 2008. године, испитане су различите процедуре које употпуњују сазнања о археолошким слојевима попут флотације, археозоологије, геотомографије, а за потребе складиштења и бољег прегледа велике количине података специјално је развијен и софтвер ArchaeoPack, који је омогућио тродимензионалну представу терена у сваком тренутку, као и приказивање положаја одређених типова налаза у односу на терен, непокретне објекте или на други тип и врсту налаза. У стандардну процедуру ушле су и различите хемијске и физичке анализе. Организоване су и две радионице експерименталне археологије са циљем реконструкције процеса производње керамичких посуда. Велика пажња се посвећена је заштити културне баштине па је 2004. године урађено тродимензионално скенирање угроженог дела профила и започето заштитно истраживање и насипање у циљу његове стабилизације и очувања.
Свесни великог значаја добре документације која је пратила истраживања у Винчи, велика пажња била је посвећена сакупљању и чувању података. Захваљујући доброј документацији постало је могуће повезати резултате истраживања из све три истраживачке серије.
Од 1998. радило се и на популаризацији културне баштине, кроз пројекте као што су интерактивно CD издање Осми миленијум Винче, документарни филм Сто година истраживања у Винчи, издање Винча – насеље првих земљорадника, изложба Винча — праисторијска метропола која је била посвећена прослави стогодишњице од почетка истраживања. Од 1998. до 2012. написано је 11 доктората са темом археолошких налаза у Винчи. Винча је један од најугроженијих споменика културе баштине, подземне воде узрокују клизање терена ка Дунаву, али није успео да уђе међу 7 најугроженијих који су 2013. добили међународна средства за заштиту. Пројекат санације овог локалитта покренут је 2022. године.

## Стратиграфија
Стратиграфија налазишта у Винчи је изузетно комплексна зато што покрива временски распон од краја 7. миленијума п. н. е. па до данас. Културни слој, који достиже дебљину од 10,5 метара, на појединим местима је формиран сукцесивним животом на једном месту током 1000 година трајања неолита на овом налазишту, а затим и каснијим стамбеним хоризонтима из енеолита и бронзаног доба чији су трагови доста оштећени средњовековним укопима гробова, да би на крају на истом месту настало и савремено насеље. Јужни профил ископа настао систематским истраживањима професора Милоја Васића, односно пресек кроз вештачки настало брдо, уз податке добијене истраживањима у широком ископу је омогућио да се хронолошка позиција свих фаза Винчанске културе прецизно одреди. Ово је до сада једини пронађен локалитет на коме су документоване све фазе ове културе. Комплексност стратиграфије је један од основних разлога што се овај локалитет ископава већ читав један век а истраживања, упркос великој површини која је отворена до сада, нису ни близу краја.

### Неолит
- Најстарији слојеви на локалитету припадају остацима старчевачке културе. Непосредно пре појаве винчанске културе, на простору централног Балкана, у деловима Панонске низије, Трансилваније, источне Босне и северне Македоније живели су носиоци културе раног и средњег неолита, која је добила име према локалитету Старчево. У најнижим слојевима на локалитету налази се насеље ове културе, која је трајала између 6200. и 5200. п. н. е.
- Чињеница да је Винча откривена веома рано, у првим деценијама бављења археологијом на Балкану, омогућила је да се читав период позног неолита у овом делу света назове њеним именом – винчанска култура. Свакако да је и десет метара дебео културни слој, у коме су садржане све фазе ове културе, заслужан за статус епонимног налазишта. Винча је за сада једини локалитет ове културе где су заступљене све фазе развоја винчанске културе. Насеље заједнице која се бавила земљорадњом, ловом и риболовом трајало је на овом месту читавих 1000 година, између 5500 и 4500. п. н. е. У бројним истраженим слојевима пронађени су остаци стамбених објеката као и комуникације, налик улицама, између њих. Богатство налаза са овог локалитета (од керамичких посуда, фигуралне пластике, алатки од животињских костију и глачаног и окресаног камена, остатака кућа) говори у прилог да је Винчанска култура на овом месту била просперитетна, што потврђује дуготрајност насеља.

### Енеолит
- Налаз четири гроба Бодрогкерестур културе значајан је за утврђивање релативне хронологије слојева насталих после неолита. Датовање радиоактивним угљеником смешта бодрогкерестурску културу у време између 4000. и 3700. п. н. е., али се на основу ситуације на терену чини да су гробови ове културе у Винчи укопани тек пошто је баденско насеље напуштено[12]. Међутим, многе ствари не говоре у прилог ове интерпретације.
- Непосредно изнад најмлађег стамбеног хоризонта неолитског насеља у Винчи формирано је, изгледа, насеље баденске културе. Према налазима керамичких предмета установљено је да се ради о раној, односно преткласичној фази баденске културе[13]. Овај хоризонт је изузетно значајан по налазу четири фигурине у виду Kopflosidole (дводимензионалне женске фигурине у облику пешчаног сата), од којих је једна готово потпуно очувана. На основу датовања радиоактивним угљеником овај хоризонт је опредељен у период између 3600. и 3500. години п. н. е.
- Открића приликом ископавања у периоду од 1878. до 1983. и 1998. године су показала да се у Винчи одвијао интензивнији живот у доба костолачке културе. Налаз јаме која према аналогијама указује да је можда коришћена у погребним обичајима и/или у култу предака сугерише задржавање носилаца костолачке културе на овом месту. За ову културу нема датума добијених анализом радиоактивног угљеника, па се она методом релативног датовања оквирно смешта у време између 3200. и 2800. п. н. е.

### Бронзано доба
После краткотрајног прекида крајем бакарног доба, Винча је поново оживела са насељавањем носилаца ватинске културе. Ово насељавање се дешава почетком бронзаног доба које се датује у средину трећег миленијума п. н. е. Као и у случају других постнеолитских култура у Винчи, остаци овог слоја уништени су укопом средњовековне некрополе. Ипак откривено је довољно материјала да се одреди постојање бар једне фазе у развоју ватинске културе.
С крајем винчанске културе живот на Белом брду у Винчи ипак није престао. Током бакарног доба на месту које су вековима настањивали неолитски земљорадници смењују се популације које припадају бодрогкерестурској, костолачкој и баденској култури.

### Слојеви пре средњег века
По скидању средњовековне некрополе наишло се на веома компликовану ситуацију у релативно танком исечку културног слоја. У питању је била површина са габаритима неолитских кућа и са мноштвом јама из периода енеолита и бронзаног доба. Међутим, у слојевима између неолитских и средњовековних јавља се и материјал који припада културама гвозденог доба, античком периоду и византијском периоду. Током ових периода на самом локалитету нису пронађени стамбени хоризонти, односно током тих периода нема насеља на Винчи али одређивање контекста ових налаза је у великој мери била отежано због девастације изазване каснијим укопима гробних рака између 8. и 15. века.

### Средњи век
Систематским истраживањима од 1978. до 1983. године откривено је 713 гробова, чиме је обухваћен велики део некрополе на којој је сахрањивање обављано од 8. до 15. века. Издвојене су три хоризонта сахрањивања од 8. до 10. века, од 11. до 12. века и од 13. до 15. века. У сва три хоризонта покојници су по хришћанским обичајима полагани директно у земљу, у опруженом положају са главом окренутом ка западу.